# Нидершёненфельд
Нидершёненфельд (нем. Niederschönenfeld) — община в Германии, в земле Бавария.
Подчиняется административному округу Швабия. Входит в состав района Донау-Рис. Население составляет 1368 человек (на 31 декабря 2010 года). Занимает площадь 14,39 км².
Через коммуну протекает река Фридбергер-Ах.